# Bad Bertrich
Bad Bertrich település Németországban, Rajna-vidék-Pfalz tartományban. Lakosainak száma 1038 fő (2023. december 31.).

## Népesség
A település népességének változása:
| Lakosok száma | 1212 | 1025 | 1053 | 1031 | 1011 | 1038 |
|               | 1975 | 2017 | 2019 | 2021 | 2022 | 2023 |